# (5696) Ibsen
(5696) Ibsen (4582 P-L) – planetoida z pasa głównego asteroid okrążająca Słońce w ciągu 5,74 lat w średniej odległości 3,2 j.a. Odkryta 24 września 1960 roku.